# Якоб Амбек
Я́коб Бре́кнер А́мбек (дан. Jacob Brøchner Ambæk; нар. 28 березня 2008) — данський футболіст, нападник клубу «Брондбю».

## Клубна кар'єра
Вихованець академії «Брондбю». 22 серпня 2024 року підписав з клубом свій перший професіональний контракт, що розрахований до літа 2027 року. 10 березня 2025 року дебютував в основному складі «Брондбю» в матчі Суперліги проти «Раннерса», вийшовши на заміну Марко Дивковичу.
18 липня 2025 року офіційно переведений до першої команди. 7 серпня 2025 року в матчі кваліфікації Ліги конференцій УЄФА проти ісландського «Вікінгура» дебютував у єврокубках.

## Кар'єра в збірній
Виступав за збірні Данії до 16 і до 17 і до 18 років.

## Статистика виступів
Станом на 14 серпня 2025 
| Клуб              | Сезон             | Чемпіонат         | Чемпіонат | Чемпіонат | Кубок | Кубок | Єврокубки | Єврокубки | Інші  | Інші | Всього | Всього | Всього |
| Клуб              | Сезон             | Дивізіон          | Матчі     | Голи      | Матчі | Голи  | Матчі     | Голи      | Матчі | Голи | Матчі  | Голи   |        |
| ----------------- | ----------------- | ----------------- | --------- | --------- | ----- | ----- | --------- | --------- | ----- | ---- | ------ | ------ | ------ |
| Брондбю           | 2024–25           | Суперліга         | 2         | 0         | 0     | 0     | —         | —         | —     | —    | 2      | 0      |        |
| Брондбю           | 2025–26           | Суперліга         | 0         | 0         | 0     | 0     | 2         | 0         | —     | —    | 2      | 0      |        |
| Всього за кар'єру | Всього за кар'єру | Всього за кар'єру | 2         | 0         | 0     | 0     | 2         | 0         | 0     | 0    | 4      | 0      |        |

1. ↑  Матчі в Лізі конференцій УЄФА